# یتیم: اولین قتل
یتیم: اولین قتل (به انگلیسی: Orphan: First Kill) یک فیلم ترسناک آمریکایی است که به عنوان پیش‌درآمد فیلم یتیم از سال ۲۰۰۹ عمل می‌کند. این فیلم با کارگردانی ویلیام برنت بل، بر اساس فیلمنامه‌ای از دیوید کوگشال و داستانی از دیوید لزلی جانسون-مک گلدریک و الکس میس (که به ترتیب فیلمنامه و داستان فیلم قبلی را نوشته‌بودند) ساخته شده‌است. ایزابل فورمن در نقش استر، در کنار جولیا استایلز در این فیلم ظاهر می‌شود.
این پروژه در ابتدا با عنوان کاری اِستِر در فوریه ۲۰۲۰ اعلام شد. عنوان رسمی در نوامبر همان سال مشخص شد و فورمن، جولیا استایلز، روسیف ساترلند و متیو فینلان به بازیگران پیوستند. فیلمبرداری در وینیپگ از نوامبر تا دسامبر ۲۰۲۰ انجام شد.
یتیم: اولین قتل محصول مشترک پارامونت پلیرز، دارک کسل انترتینمنت، انترتینمنت وان، سیرا/افینیتی و ایگل ویژن است و نخستین بار در ۲۷ ژوئیه ۲۰۲۲ در فیلیپین نمایش داده شد. این فیلم در ۱۹ اوت ۲۰۲۲ توسط پارامونت پیکچرز به صورت دیجیتال از طریق پارامونت پلاس توزیع شد و اکران محدودی نیز در سینماها داشت. این فیلم با نقدهای متوسط تا مثبت منتقدان روبرو شد که پیچش‌های فیلم، جلوه‌های بصری و عملکرد فورمن را تحسین کردند، اما از داستان و ناهماهنگی آن انتقاد کردند.

## داستان
حماسهٔ وحشتناکِ استر در این پیش‌درآمد دلهره‌آور از  یتیم، فیلمِ تکان‌دهنده و ترسناکِ اصلی، ادامه می‌یابد؛ در سال ۲۰۰۷ پس از یک فرار درخشان از یک مرکز روانپزشکی در استونی، لینا کلامر با جعل هویت به عنوان «اِستر» دختری گمشده در سال ۲۰۰۳ از یک خانوادهٔ ثروتمند به آمریکا سفر می‌کند. با این حال، یک پیچ غیر منتظره به‌وجود می‌آید که او را در مقابل مادری قرار می‌دهد، که می‌خواهد به هر قیمتی از خانواده‌اش در برابر این «کودک» قاتل محافظت کند.— پارامونت پیکچرز

## بازیگران
- ایزابل فورمن در نقش لینا کلامر / استر
  - کندی ایروین در نقش استر جوان: ایروین همچنین به بدل فورمن عمل می‌کند
- جولیا استایلز در نقش کیتی مائورووا
- روسیف ساترلند در نقش ریچارد مائورووا
- متیو فینلان در نقش گونار مائورووا
- مورگان گیرودت در نقش جیمز کلامر[۵][۶]
- هیرو کاناگاوا در نقش دانان
- جید مایکل در نقش مدیسون
- سامانتا والکس در نقش دکتر ساگر

## تولید
در فوریه ۲۰۲۰، اعلام شد که ویلیام برنت بل کارگردانی این فیلم را با عنوان کاری استر، بر اساس فیلمنامه ای از دیوید کوگشال و دیوید لزلی جانسون-مک گلدریک به عنوان تهیه‌کننده اجرایی خواهد داشت. در نوامبر ۲۰۲۰، عنوان جدید فیلم با عنوان یتیم: اولین قتل، با ایزابل فورمن، جولیا استایلز و روسیف ساترلند اعلام شد. سازندگان فیلم فاش کردند که از ترکیبی از گریم و نماهای پرسپکتیو اجباری استفاده کردند تا به فورمن اجازه دهند دوباره استر را به تصویر بکشد. دو بازیگر کودک زن نیز به عنوان دوبلور برای فورمن ایفای نقش کردند.
تصویربرداری اصلی در نوامبر ۲۰۲۰ در وینیپگ آغاز شد و در ۱۱ دسامبر همان سال به پایان رسید.

## انتشار
در سپتامبر ۲۰۲۱، اعلام شد که پارامونت پیکچرز حقوق پخش فیلم را در ایالات متحده به دست آورده‌است؛ این استودیو بعداً تاریخ انتشار فیلم را ۱۹ اوت ۲۰۲۲ اعلام کرد. زمانی اعتقاد بر این بود که تاریخ انتشار آن ۲۸ ژانویه ۲۰۲۲ باشد، اما این خبر غیررسمی تلقی شده‌است. این فیلم برای اولین بار در فیلیپین در تاریخ ۲۷ ژوئیه ۲۰۲۲ منتشر شد.

## بازخورد

### فروش گیشه
این فیلم در نخستین روز اکران خود از ۴۷۸ سالن سینما ۶۷۰ هزار دلار فروش داشت.

### پاسخ انتقادی
در وبگاه جمع‌آوری نقد راتن تومیتوز، ٪۷۳ از ۱۳۵ بررسی منتقدان مثبت است و میانگینِ امتیاز آن ۶٫۱/۱۰ است. اجماع این وبگاه چنین می‌نویسد: «یتیم: اولین قتل با تکیه بر فرضیهٔ مضحک خود، دنباله‌ای است که برای خودش می‌ایستد — و برای طرفداران فیلم‌های ترسناک کمپی، حتی ممکن است نشان‌دهندهٔ بهبود نسخهٔ اصلی فیلم باشد.» این فیلم در متاکریتیک که از میانگین وزنی استفاده می‌کند، بر اساس نظر ۲۷ منتقدین امتیاز ۵۴ از ۱۰۰ را کسب کرده که نشان‌گر «نقدهای مختلط یا متوسط» است.